# 薩摩川内市立入来小学校
薩摩川内市立入来小学校（さつませんだいしりつ いりきしょうがっこう）は、鹿児島県薩摩川内市入来町浦之名にある市立小学校。入来武家屋敷群にあり、入来郷地頭仮屋跡を敷地としている。

## 歴史
明治2年に寺子屋を入来郷地頭仮屋跡に移し、入来小学校と呼称されていたが、明治4年に鹿児島藩第三郷校となった。
その後1886年（明治19年）に小学校令が発布され入来尋常小学校に改称、その後1890年（明治23年）には高等科を併設し入来高等尋常学校となったが、1892年（明治25年）には高等科を廃止し清色尋常小学校に改称し、入来高等小学校を設置した。
1941年（昭和16年）には国民学校令が施行され入来国民学校に改称した。
第二次世界大戦終戦後の1947年（昭和22年）に入来村立入来小学校に改称し、翌年1948年（昭和23年）に入来村が町制施行し入来町立入来小学校となり、2004年（平成16年）に入来町が新設合併により薩摩川内市となり薩摩川内市立入来小学校となった。
2018年（平成30年）に薩摩川内市立朝陽小学校及び薩摩川内市立大馬越小学校を統合した。

## 周辺
- 薩摩川内市役所入来支所